# Stenobiella gallardi
Stenobiella gallardi is een insect uit de familie van de Berothidae, die tot de orde netvleugeligen (Neuroptera) behoort. 
Stenobiella gallardi is voor het eerst wetenschappelijk beschreven door Tillyard in 1916.